# 環境淘汰
環境淘汰は、生物に作用する進化のメカニズムであり、性淘汰を含まないため、無性淘汰とも呼ばれる  。

## 選択的圧力

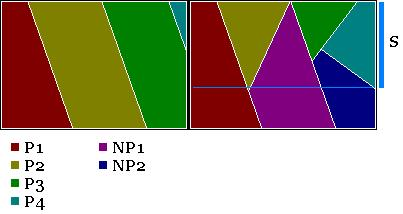
選択圧による生殖差の影響下での集団の数とサイズの変動の概略図P1集団1P2集団2P3集団3P4集団4NP1新しい集団1NP2新しい集団2S選択圧
左の図では、選択圧がない場合に4つの母集団があり、上から下の図に従って、母集団は安定しており、違いは見られない。母集団内の個体の数、分布、頻度に、出現は許可されていません。新しい人口;
右の図では、選択圧Sの存在により、母集団が変化する。この圧力の下で、母集団P2とP3は（不利な状況で）消滅し、母集団P4は、圧力の全期間にわたって拡大する。同じ終わりに契約すると（選択エージェントによって支持されるように）、2つの集団の消滅により、2つの新しい集団NP1とNP2の確認が可能になります。人口が再び安定する圧力の影響の終わり
一方、 P1の母集団は、サイズと分布の両方の点で安定している（選択エージェントの影響を受けないため）。

すべての生物は、環境が選択圧を及ぼす遺伝子プールの保管場所であり、この圧力はふるいのように機能し、環境により適した遺伝子プールを保管する生物はより多く繁殖するが、不適切なプールを持つ生物はより少なく繁殖し、個体群の異なる繁殖を引き起こす。それはより多数の繁殖を促進する環境であり、一部の個体の繁殖数の拡大と他の個体の繁殖数の収縮を促進する。
環境淘汰は、配偶者の選択がほとんどまたはまったくない場合、交配に関係なく集団のすべての形質が等しく繁殖する場合、および種が雌雄同体または無性生殖である場合に最大に機能する。

## ノート
1. ↑  Darwin, Charles & Huxley, Julian (2003). The Origin of Species. Signet Classics. ISBN 0-451-52906-5.
2. ↑  Andersson, M (1995). Sexual Selection. Princeton, New Jersey: Princeton University Press. ISBN 0-691-00057-3